# Þverfell (kulle i Island, Västfjordarna, lat 65,68, long -23,76)
Þverfell är en kulle i republiken Island. Den ligger i regionen Västfjordarna, i den västra delen av landet, 190 km nordväst om huvudstaden Reykjavík. Toppen på Þverfell är 670 meter över havet, eller 75 meter över den omgivande terrängen. Bredden vid basen är 2,7 km.
Trakten runt Þverfell är nära nog obefolkad, med mindre än två invånare per kvadratkilometer. Närmaste större samhälle är Patreksfjörður, 13,6 km sydväst om Þverfell. Trakten runt Þverfell består i huvudsak av gräsmarker.